# Kadakalaid
Kadakalaid est une île d'Estonie en mer Baltique.

## Géographie
Elle se situe au Nord de l'île d'Hiiumaa et appartient à la commune de Pühalepa. 